# Viacom International Media Networks Asia
Viacom International Media Networks Asia (anteriormente MTV Networks Asia) fue la división que operaba las 24 horas con canales pertenecientes a dos marcas, MTV y Nickelodeon. Pertenecía a ViacomCBS.
El 14 de enero de 2020, Viacom International Media Networks Asia se fusionó con Viacom International Media Networks Europe, creando ViacomCBS Networks EMEAA.

## Canales

### MTV
- MTV Australia
- MTV China
- MTV Indonesia
- MTV Japón
- MTV Korea
- MTV Mandarín
- MTV Nueva Zelanda
- MTV Pakistán
- MTV Filipinas
- MTV Southeast Asia
- MTV Taiwan
- MTV Tailandia

### VH1
- VH1 Australia
- VH1 India
- VH1 Indonesia
- VH1 Tailandia

### Otros
- MEXtv jap (Japón)

### Nickelodeon
- Nickelodeon Australia
- Nickelodeon India
- Nickelodeon Indonesia
- Nickelodeon Japón
- Nickelodeon Nueva Zelanda
- Nickelodeon Pakistán
- Nickelodeon Filipinas
- Nickelodeon Singapur
- Nickelodeon Tailandia
- Nick Jr. Australia